# 関東十八檀林
関東十八檀林（かんとうじゅうはちだんりん）とは、江戸時代初期に定められた関東における浄土宗の檀林18ヶ寺をいう 。
江戸時代初期、知恩院は浄土宗の有力な寺院のひとつではあったが、宗派内での地位は明確ではなかった。慶長2年に知恩院の尊照が「関東檀林規約」五条を定め、本寺・末寺の制度が整備された。また元和元年7月24日には増上寺の存応の案による「浄土宗法度」三十五条が幕府によって発布され、門跡を知恩院、総録所を増上寺とする教団体制が確立した。18寺の檀林が公式に認められ、宗派の重要事は檀林の会議で決すること、僧侶の養成も檀林でのみ行うこととされた。

## 関東十八檀林
関東十八檀林の寺院を列挙する 。
武蔵国
- 増上寺（東京都港区）
- 伝通院（東京都文京区）
- 霊巌寺（東京都江東区）
- 霊山寺（東京都墨田区）
- 幡随院（東京都小金井市）[注釈 3]
- 蓮馨寺（埼玉県川越市）
- 勝願寺（埼玉県鴻巣市）
- 大善寺（東京都八王子市）
- 浄国寺（埼玉県さいたま市岩槻区）

相模国
- 光明寺（神奈川県鎌倉市）

下総国
- 弘経寺（茨城県結城市）
- 東漸寺（千葉県松戸市）
- 大巌寺（千葉県千葉市）
- 弘経寺（茨城県常総市）

上野国
- 大光院（群馬県太田市）
- 善導寺（群馬県館林市）

常陸国
- 常福寺（茨城県那珂市）
- 大念寺（茨城県稲敷市）